# جايسون دونهام
جايسون دونهام (بالإنجليزية: Jason Dunham)‏ هو عسكري أمريكي، ولد في 10 نوفمبر 1981 في Scio, New York ‏ في الولايات المتحدة، وتوفي في 22 أبريل 2004 في مركز والتر ريد الطبي العسكري الوطني ‏ في الولايات المتحدة بسبب تلف الدماغ.